# Guillermo Wagner (calciatore)
Guillermo Federico Wagner Canabal, noto semplicemente come Guillermo Wagner (Montevideo, 9 gennaio 2002), è un calciatore uruguaiano, centrocampista dei Montevideo Wanderers.

## Carriera
Cresciuto nel settore giovanile dei Montevideo Wanderers, debutta in prima squadra il 21 febbraio 2021 in occasione dell'incontro di Primera División Profesional de Uruguay perso 1-0 contro il Peñarol.

## Statistiche

### Presenze e reti nei club
Statistiche aggiornate al 25 ottobre 2021.
| Stagione        | Squadra              | Campionato      | Campionato | Campionato | Coppe nazionali | Coppe nazionali | Coppe nazionali | Coppe continentali | Coppe continentali | Coppe continentali | Altre coppe | Altre coppe | Altre coppe | Totale | Totale |
| Stagione        | Squadra              | Comp            | Pres       | Reti       | Comp            | Pres            | Reti            | Comp               | Pres               | Reti               | Comp        | Pres        | Reti        | Pres   | Reti   |
| --------------- | -------------------- | --------------- | ---------- | ---------- | --------------- | --------------- | --------------- | ------------------ | ------------------ | ------------------ | ----------- | ----------- | ----------- | ------ | ------ |
| 2020            | Montevideo Wanderers | PD              | 3          | 0          |                 | -               | -               |                    | -                  | -                  |             | -           | -           | 3      | 0      |
| 2021            | Montevideo Wanderers | PD              | 9          | 0          |                 | -               | -               | CL                 | 0                  | 0                  |             | -           | -           | 9      | 0      |
| Totale carriera | Totale carriera      | Totale carriera | 12         | 0          |                 | -               | -               |                    | 0                  | 0                  |             | -           | -           | 12     | 0      |